# Tour de Hainan 2023
La 14.ª edición del Tour de Hainan se celebró entre el 5 y el 9 de octubre de 2023 con inicio en Qionghai y final en la ciudad de Sanya en la isla de Hainan en la República Popular China. El recorrido constó de un total de 5 etapas sobre una distancia total de 781,1 km.
La carrera formó parte del UCI ProSeries 2023, calendario ciclístico mundial de segunda división, dentro de la categoría UCI 2.Pro y fue ganada por el español Óscar Sevilla del equipo Medellín-EPM. El podio lo completaron, en segundo lugar el australiano Sebastian Berwick del Israel-Premier Tech y en tercer lugar el canadiense James Piccoli del equipo China Glory Continental Cycling Team.

## Equipos participantes
Tomaron parte en la carrera 18 equipos: 4 de categoría UCI ProTeam, 12 de categoría Continental y 2 la selecciones nacionales. Formaron así un pelotón de 131 ciclistas de los que acabaron 104. Los equipos participantes fueron:
| ProTeams (4)- Bolton Equities Black Spoke Pro Cycling - Israel-Premier Tech - Team Corratec-Selle Italia - Team Novo Nordisk Equipos continentales (12)- À Bloc CT - China Glory Continental Cycling Team - Hengxiang Cycling Team - HRE Mazowsze Serce Polski - Li Ning Star - Medellín-EPM - Pingtan International Tourism Island Cycling Team - Roojai Online Insurance - St George Continental Cycling Team - Terengganu Polygon Cycling Team - Tianyoude Hotel Cycling Team - Wuzhishan Cycling Team Equipos nacionales (2)- República Popular China - Mongolia |
| |

## Recorrido
| Etapa     | Fecha    | Recorrido              | type                   | Distancia (km) | Desnivel (m) | Ganador             | Líder             |
| --------- | -------- | ---------------------- | ---------------------- | -------------- | ------------ | ------------------- | ----------------- |
| 1.ª etapa | 5 de oct | Qionghai – Qionghai    | etapa llana            | 92,6           | 490 m        | George Jackson      | George Jackson    |
| 2.ª etapa | 6 de oct | Qionghai – Baoting     | etapa de media montaña | 215,5          | 1631 m       | Sebastian Berwick   | Sebastian Berwick |
| 3.ª etapa | 7 de oct | Baoting – Wuzhishan    | etapa de montaña       | 122,6          | 2299 m       | James Piccoli       | Óscar Sevilla     |
| 4.ª etapa | 8 de oct | Wuzhishan – Changjiang | etapa de montaña       | 147,1          | 2253 m       | Nicolas Dalla Valle | Óscar Sevilla     |
| 5.ª etapa | 9 de oct | Changjiang – Sanya     | etapa escarpada        | 203,3          | 2390 m       | Jesper Rasch        | Óscar Sevilla     |

## Desarrollo de la carrera

### 1.ª etapa
| Qionghai - Qionghai | etapa llana | (92,6 km) |

| \| Clasificación de la etapa \| Clasificación de la etapa \| Clasificación de la etapa \| Clasificación de la etapa \| Clasificación de la etapa \| \| Ciclista \| Ciclista \| Equipo \| Tiempo \| \| \| ------------------------- \| ------------------------- \| --------------------------------------- \| ------------------------- \| ------------------------- \| \| 1.º \| George Jackson \| Bolton Equities Black Spoke Pro Cycling \| 2 h 01 min 38 s \| \| \| 2.º \| Nicolas Dalla Valle \| Team Corratec-Selle Italia \| + 0 s \| \| \| 3.º \| Lucas Carstensen \| Roojai Online Insurance \| + 0 s \| \| \| 4.º \| Mohd Harrif Saleh \| Terengganu Polygon Cycling Team \| + 0 s \| \| \| 5.º \| Zhi Hui Jiang \| Li Ning Star \| + 0 s \| \| \| 6.º \| Norbert Banaszek \| HRE Mazowsze Serce Polski \| + 0 s \| \| \| 7.º \| Valerio Conti \| Team Corratec-Selle Italia \| + 0 s \| \| \| 8.º \| Dylan Hopkins \| Ljubljana Gusto Santic \| + 0 s \| \| \| 9.º \| Polychrónis Tzortzákis \| Roojai Online Insurance \| + 0 s \| \| \| 10.º \| Taj Jones \| Israel-Premier Tech \| + 0 s \| \| |                        |                                         |                 |
| |                        |                                         |                 |
| Fuente: ProCyclingStats |                        |                                         |                 |
| Clasificación de la etapa |                        |                                         |                 |
| Ciclista | Ciclista               | Equipo                                  | Tiempo          |
| 1.º | George Jackson         | Bolton Equities Black Spoke Pro Cycling | 2 h 01 min 38 s |
| 2.º | Nicolas Dalla Valle    | Team Corratec-Selle Italia              | + 0 s           |
| 3.º | Lucas Carstensen       | Roojai Online Insurance                 | + 0 s           |
| 4.º | Mohd Harrif Saleh      | Terengganu Polygon Cycling Team         | + 0 s           |
| 5.º | Zhi Hui Jiang          | Li Ning Star                            | + 0 s           |
| 6.º | Norbert Banaszek       | HRE Mazowsze Serce Polski               | + 0 s           |
| 7.º | Valerio Conti          | Team Corratec-Selle Italia              | + 0 s           |
| 8.º | Dylan Hopkins          | Ljubljana Gusto Santic                  | + 0 s           |
| 9.º | Polychrónis Tzortzákis | Roojai Online Insurance                 | + 0 s           |
| 10.º | Taj Jones              | Israel-Premier Tech                     | + 0 s           |

| \| Clasificación general \| Clasificación general \| Clasificación general \| Clasificación general \| Clasificación general \| \| Ciclista \| Ciclista \| Equipo \| Tiempo \| \| \| --------------------- \| --------------------- \| --------------------------------------- \| --------------------- \| --------------------- \| \| 1.º \| George Jackson \| Bolton Equities Black Spoke Pro Cycling \| 2 h 01 min 28 s \| \| \| 2.º \| Nicolas Dalla Valle \| Team Corratec-Selle Italia \| + 4 s \| \| \| 3.º \| Lucas Carstensen \| Roojai Online Insurance \| + 6 s \| \| \| 4.º \| Lorenzo Quartucci \| Team Corratec-Selle Italia \| + 7 s \| \| \| 5.º \| Māris Bogdanovičs \| Hengxiang Cycling Team \| + 8 s \| \| \| 6.º \| Thomas Sexton \| Bolton Equities Black Spoke Pro Cycling \| + 9 s \| \| \| 7.º \| Mohd Harrif Saleh \| Terengganu Polygon Cycling Team \| + 10 s \| \| \| 8.º \| Zhi Hui Jiang \| Li Ning Star \| + 10 s \| \| \| 9.º \| Norbert Banaszek \| HRE Mazowsze Serce Polski \| + 10 s \| \| \| 10.º \| Valerio Conti \| Team Corratec-Selle Italia \| + 10 s \| \| |                     |                                         |                 |
| |                     |                                         |                 |
| Fuente: ProCyclingStats |                     |                                         |                 |
| Clasificación general |                     |                                         |                 |
| Ciclista | Ciclista            | Equipo                                  | Tiempo          |
| 1.º | George Jackson      | Bolton Equities Black Spoke Pro Cycling | 2 h 01 min 28 s |
| 2.º | Nicolas Dalla Valle | Team Corratec-Selle Italia              | + 4 s           |
| 3.º | Lucas Carstensen    | Roojai Online Insurance                 | + 6 s           |
| 4.º | Lorenzo Quartucci   | Team Corratec-Selle Italia              | + 7 s           |
| 5.º | Māris Bogdanovičs   | Hengxiang Cycling Team                  | + 8 s           |
| 6.º | Thomas Sexton       | Bolton Equities Black Spoke Pro Cycling | + 9 s           |
| 7.º | Mohd Harrif Saleh   | Terengganu Polygon Cycling Team         | + 10 s          |
| 8.º | Zhi Hui Jiang       | Li Ning Star                            | + 10 s          |
| 9.º | Norbert Banaszek    | HRE Mazowsze Serce Polski               | + 10 s          |
| 10.º | Valerio Conti       | Team Corratec-Selle Italia              | + 10 s          |

### 2.ª etapa
| Qionghai - Baoting | etapa de media montaña | (215,5 km) |

| \| Clasificación de la etapa \| Clasificación de la etapa \| Clasificación de la etapa \| Clasificación de la etapa \| Clasificación de la etapa \| \| Ciclista \| Ciclista \| Equipo \| Tiempo \| \| \| ------------------------- \| ------------------------- \| --------------------------------------- \| ------------------------- \| ------------------------- \| \| 1.º \| Sebastian Berwick \| Israel-Premier Tech \| 4 h 53 min 28 s \| \| \| 2.º \| Óscar Sevilla \| Medellín-EPM \| + 0 s \| \| \| 3.º \| Ben Hermans \| Israel-Premier Tech \| + 0 s \| \| \| 4.º \| Valerio Conti \| Team Corratec-Selle Italia \| + 0 s \| \| \| 5.º \| Cristian Raileanu \| Hengxiang Cycling Team \| + 0 s \| \| \| 6.º \| Mason Hollyman \| Israel-Premier Tech \| + 3 s \| \| \| 7.º \| Josh Burnett \| Bolton Equities Black Spoke Pro Cycling \| + 0 s \| \| \| 8.º \| Julien Trarieux \| China Glory Continental Cycling Team \| + 3 s \| \| \| 9.º \| James Piccoli \| China Glory Continental Cycling Team \| + 5 s \| \| \| 10.º \| Adne van Engelen \| Roojai Online Insurance \| + 9 s \| \| |                   |                                         |                 |
| |                   |                                         |                 |
| Fuente: ProCyclingStats |                   |                                         |                 |
| Clasificación de la etapa |                   |                                         |                 |
| Ciclista | Ciclista          | Equipo                                  | Tiempo          |
| 1.º | Sebastian Berwick | Israel-Premier Tech                     | 4 h 53 min 28 s |
| 2.º | Óscar Sevilla     | Medellín-EPM                            | + 0 s           |
| 3.º | Ben Hermans       | Israel-Premier Tech                     | + 0 s           |
| 4.º | Valerio Conti     | Team Corratec-Selle Italia              | + 0 s           |
| 5.º | Cristian Raileanu | Hengxiang Cycling Team                  | + 0 s           |
| 6.º | Mason Hollyman    | Israel-Premier Tech                     | + 3 s           |
| 7.º | Josh Burnett      | Bolton Equities Black Spoke Pro Cycling | + 0 s           |
| 8.º | Julien Trarieux   | China Glory Continental Cycling Team    | + 3 s           |
| 9.º | James Piccoli     | China Glory Continental Cycling Team    | + 5 s           |
| 10.º | Adne van Engelen  | Roojai Online Insurance                 | + 9 s           |

| \| Clasificación general \| Clasificación general \| Clasificación general \| Clasificación general \| Clasificación general \| \| Ciclista \| Ciclista \| Equipo \| Tiempo \| \| \| --------------------- \| --------------------- \| --------------------------------------- \| --------------------- \| --------------------- \| \| 1.º \| Sebastian Berwick \| Israel-Premier Tech \| 6 h 54 min 56 s \| \| \| 2.º \| Óscar Sevilla \| Medellín-EPM \| + 1 s \| \| \| 3.º \| Ben Hermans \| Israel-Premier Tech \| + 6 s \| \| \| 4.º \| Cristian Raileanu \| Hengxiang Cycling Team \| + 9 s \| \| \| 5.º \| Valerio Conti \| Team Corratec-Selle Italia \| + 10 s \| \| \| 6.º \| Julien Trarieux \| China Glory Continental Cycling Team \| + 13 s \| \| \| 7.º \| Mason Hollyman \| Israel-Premier Tech \| + 13 s \| \| \| 8.º \| Josh Burnett \| Bolton Equities Black Spoke Pro Cycling \| + 13 s \| \| \| 9.º \| James Piccoli \| China Glory Continental Cycling Team \| + 15 s \| \| \| 10.º \| Lorenzo Quartucci \| Team Corratec-Selle Italia \| + 17 s \| \| |                   |                                         |                 |
| |                   |                                         |                 |
| Fuente: ProCyclingStats |                   |                                         |                 |
| Clasificación general |                   |                                         |                 |
| Ciclista | Ciclista          | Equipo                                  | Tiempo          |
| 1.º | Sebastian Berwick | Israel-Premier Tech                     | 6 h 54 min 56 s |
| 2.º | Óscar Sevilla     | Medellín-EPM                            | + 1 s           |
| 3.º | Ben Hermans       | Israel-Premier Tech                     | + 6 s           |
| 4.º | Cristian Raileanu | Hengxiang Cycling Team                  | + 9 s           |
| 5.º | Valerio Conti     | Team Corratec-Selle Italia              | + 10 s          |
| 6.º | Julien Trarieux   | China Glory Continental Cycling Team    | + 13 s          |
| 7.º | Mason Hollyman    | Israel-Premier Tech                     | + 13 s          |
| 8.º | Josh Burnett      | Bolton Equities Black Spoke Pro Cycling | + 13 s          |
| 9.º | James Piccoli     | China Glory Continental Cycling Team    | + 15 s          |
| 10.º | Lorenzo Quartucci | Team Corratec-Selle Italia              | + 17 s          |

### 3.ª etapa
| Baoting - Wuzhishan | etapa de montaña | (122,6 km) |

| \| Clasificación de la etapa \| Clasificación de la etapa \| Clasificación de la etapa \| Clasificación de la etapa \| Clasificación de la etapa \| \| Ciclista \| Ciclista \| Equipo \| Tiempo \| \| \| ------------------------- \| ------------------------- \| --------------------------------------- \| ------------------------- \| ------------------------- \| \| 1.º \| James Piccoli \| China Glory Continental Cycling Team \| 3 h 08 min 34 s \| \| \| 2.º \| Óscar Sevilla \| Medellín-EPM \| + 2 s \| \| \| 3.º \| Sebastian Berwick \| Israel-Premier Tech \| + 2 s \| \| \| 4.º \| Valerio Conti \| Team Corratec-Selle Italia \| + 2 s \| \| \| 5.º \| Ben Hermans \| Israel-Premier Tech \| + 4 s \| \| \| 6.º \| Julien Trarieux \| China Glory Continental Cycling Team \| + 38 s \| \| \| 7.º \| Lorenzo Quartucci \| Team Corratec-Selle Italia \| + 38 s \| \| \| 8.º \| David Lozano Riba \| Team Novo Nordisk \| + 38 s \| \| \| 9.º \| Josh Burnett \| Bolton Equities Black Spoke Pro Cycling \| + 38 s \| \| \| 10.º \| Mason Hollyman \| Israel-Premier Tech \| + 38 s \| \| |                   |                                         |                 |
| |                   |                                         |                 |
| Fuente: ProCyclingStats |                   |                                         |                 |
| Clasificación de la etapa |                   |                                         |                 |
| Ciclista | Ciclista          | Equipo                                  | Tiempo          |
| 1.º | James Piccoli     | China Glory Continental Cycling Team    | 3 h 08 min 34 s |
| 2.º | Óscar Sevilla     | Medellín-EPM                            | + 2 s           |
| 3.º | Sebastian Berwick | Israel-Premier Tech                     | + 2 s           |
| 4.º | Valerio Conti     | Team Corratec-Selle Italia              | + 2 s           |
| 5.º | Ben Hermans       | Israel-Premier Tech                     | + 4 s           |
| 6.º | Julien Trarieux   | China Glory Continental Cycling Team    | + 38 s          |
| 7.º | Lorenzo Quartucci | Team Corratec-Selle Italia              | + 38 s          |
| 8.º | David Lozano Riba | Team Novo Nordisk                       | + 38 s          |
| 9.º | Josh Burnett      | Bolton Equities Black Spoke Pro Cycling | + 38 s          |
| 10.º | Mason Hollyman    | Israel-Premier Tech                     | + 38 s          |

| \| Clasificación general \| Clasificación general \| Clasificación general \| Clasificación general \| Clasificación general \| \| Ciclista \| Ciclista \| Equipo \| Tiempo \| \| \| --------------------- \| --------------------- \| --------------------------------------- \| --------------------- \| --------------------- \| \| 1.º \| Óscar Sevilla \| Medellín-EPM \| 10 h 03 min 27 s \| \| \| 2.º \| Sebastian Berwick \| Israel-Premier Tech \| + 1 s \| \| \| 3.º \| James Piccoli \| China Glory Continental Cycling Team \| + 8 s \| \| \| 4.º \| Ben Hermans \| Israel-Premier Tech \| + 13 s \| \| \| 5.º \| Valerio Conti \| Team Corratec-Selle Italia \| + 15 s \| \| \| 6.º \| Cristian Raileanu \| Hengxiang Cycling Team \| + 50 s \| \| \| 7.º \| Julien Trarieux \| China Glory Continental Cycling Team \| + 54 s \| \| \| 8.º \| Mason Hollyman \| Israel-Premier Tech \| + 54 s \| \| \| 9.º \| Josh Burnett \| Bolton Equities Black Spoke Pro Cycling \| + 54 s \| \| \| 10.º \| Lorenzo Quartucci \| Team Corratec-Selle Italia \| + 58 s \| \| |                   |                                         |                  |
| |                   |                                         |                  |
| Fuente: ProCyclingStats |                   |                                         |                  |
| Clasificación general |                   |                                         |                  |
| Ciclista | Ciclista          | Equipo                                  | Tiempo           |
| 1.º | Óscar Sevilla     | Medellín-EPM                            | 10 h 03 min 27 s |
| 2.º | Sebastian Berwick | Israel-Premier Tech                     | + 1 s            |
| 3.º | James Piccoli     | China Glory Continental Cycling Team    | + 8 s            |
| 4.º | Ben Hermans       | Israel-Premier Tech                     | + 13 s           |
| 5.º | Valerio Conti     | Team Corratec-Selle Italia              | + 15 s           |
| 6.º | Cristian Raileanu | Hengxiang Cycling Team                  | + 50 s           |
| 7.º | Julien Trarieux   | China Glory Continental Cycling Team    | + 54 s           |
| 8.º | Mason Hollyman    | Israel-Premier Tech                     | + 54 s           |
| 9.º | Josh Burnett      | Bolton Equities Black Spoke Pro Cycling | + 54 s           |
| 10.º | Lorenzo Quartucci | Team Corratec-Selle Italia              | + 58 s           |

### 4.ª etapa
| Wuzhishan - Changjiang | etapa de montaña | (147,1 km) |

| \| Clasificación de la etapa \| Clasificación de la etapa \| Clasificación de la etapa \| Clasificación de la etapa \| Clasificación de la etapa \| \| Ciclista \| Ciclista \| Equipo \| Tiempo \| \| \| ------------------------- \| ------------------------- \| ------------------------------------------------- \| ------------------------- \| ------------------------- \| \| 1.º \| Nicolas Dalla Valle \| Team Corratec-Selle Italia \| 3 h 30 min 18 s \| \| \| 2.º \| Julien Trarieux \| China Glory Continental Cycling Team \| + 0 s \| \| \| 3.º \| George Jackson \| Bolton Equities Black Spoke Pro Cycling \| + 0 s \| \| \| 4.º \| Norbert Banaszek \| HRE Mazowsze Serce Polski \| + 0 s \| \| \| 5.º \| Marcin Budziński \| HRE Mazowsze Serce Polski \| + 0 s \| \| \| 6.º \| Cristian Raileanu \| Hengxiang Cycling Team \| + 0 s \| \| \| 7.º \| Viktor Potočki \| Ljubljana Gusto Santic \| + 0 s \| \| \| 8.º \| Hamish Beadle \| Team Novo Nordisk \| + 0 s \| \| \| 9.º \| Roman Maikin \| Pingtan International Tourism Island Cycling Team \| + 0 s \| \| \| 10.º \| Māris Bogdanovičs \| Hengxiang Cycling Team \| + 0 s \| \| |                     |                                                   |                 |
| |                     |                                                   |                 |
| Fuente: ProCyclingStats |                     |                                                   |                 |
| Clasificación de la etapa |                     |                                                   |                 |
| Ciclista | Ciclista            | Equipo                                            | Tiempo          |
| 1.º | Nicolas Dalla Valle | Team Corratec-Selle Italia                        | 3 h 30 min 18 s |
| 2.º | Julien Trarieux     | China Glory Continental Cycling Team              | + 0 s           |
| 3.º | George Jackson      | Bolton Equities Black Spoke Pro Cycling           | + 0 s           |
| 4.º | Norbert Banaszek    | HRE Mazowsze Serce Polski                         | + 0 s           |
| 5.º | Marcin Budziński    | HRE Mazowsze Serce Polski                         | + 0 s           |
| 6.º | Cristian Raileanu   | Hengxiang Cycling Team                            | + 0 s           |
| 7.º | Viktor Potočki      | Ljubljana Gusto Santic                            | + 0 s           |
| 8.º | Hamish Beadle       | Team Novo Nordisk                                 | + 0 s           |
| 9.º | Roman Maikin        | Pingtan International Tourism Island Cycling Team | + 0 s           |
| 10.º | Māris Bogdanovičs   | Hengxiang Cycling Team                            | + 0 s           |

| \| Clasificación general \| Clasificación general \| Clasificación general \| Clasificación general \| Clasificación general \| \| Ciclista \| Ciclista \| Equipo \| Tiempo \| \| \| --------------------- \| --------------------- \| --------------------------------------- \| --------------------- \| --------------------- \| \| 1.º \| Óscar Sevilla \| Medellín-EPM \| 13 h 33 min 45 s \| \| \| 2.º \| Sebastian Berwick \| Israel-Premier Tech \| + 1 s \| \| \| 3.º \| James Piccoli \| China Glory Continental Cycling Team \| + 8 s \| \| \| 4.º \| Ben Hermans \| Israel-Premier Tech \| + 13 s \| \| \| 5.º \| Valerio Conti \| Team Corratec-Selle Italia \| + 15 s \| \| \| 6.º \| Julien Trarieux \| China Glory Continental Cycling Team \| + 48 s \| \| \| 7.º \| Cristian Raileanu \| Hengxiang Cycling Team \| + 50 s \| \| \| 8.º \| Josh Burnett \| Bolton Equities Black Spoke Pro Cycling \| + 53 s \| \| \| 9.º \| Mason Hollyman \| Israel-Premier Tech \| + 54 s \| \| \| 10.º \| Lorenzo Quartucci \| Team Corratec-Selle Italia \| + 55 s \| \| |                   |                                         |                  |
| |                   |                                         |                  |
| Fuente: ProCyclingStats |                   |                                         |                  |
| Clasificación general |                   |                                         |                  |
| Ciclista | Ciclista          | Equipo                                  | Tiempo           |
| 1.º | Óscar Sevilla     | Medellín-EPM                            | 13 h 33 min 45 s |
| 2.º | Sebastian Berwick | Israel-Premier Tech                     | + 1 s            |
| 3.º | James Piccoli     | China Glory Continental Cycling Team    | + 8 s            |
| 4.º | Ben Hermans       | Israel-Premier Tech                     | + 13 s           |
| 5.º | Valerio Conti     | Team Corratec-Selle Italia              | + 15 s           |
| 6.º | Julien Trarieux   | China Glory Continental Cycling Team    | + 48 s           |
| 7.º | Cristian Raileanu | Hengxiang Cycling Team                  | + 50 s           |
| 8.º | Josh Burnett      | Bolton Equities Black Spoke Pro Cycling | + 53 s           |
| 9.º | Mason Hollyman    | Israel-Premier Tech                     | + 54 s           |
| 10.º | Lorenzo Quartucci | Team Corratec-Selle Italia              | + 55 s           |

### 5.ª etapa
| Changjiang - Sanya | etapa escarpada | (203,3 km) |

| \| Clasificación de la etapa \| Clasificación de la etapa \| Clasificación de la etapa \| Clasificación de la etapa \| Clasificación de la etapa \| \| Ciclista \| Ciclista \| Equipo \| Tiempo \| \| \| ------------------------- \| ------------------------- \| --------------------------------------- \| ------------------------- \| ------------------------- \| \| 1.º \| Jesper Rasch \| À Bloc CT \| 4 h 29 min 14 s \| \| \| 2.º \| Itamar Einhorn \| Israel-Premier Tech \| + 0 s \| \| \| 3.º \| Nicolas Dalla Valle \| Team Corratec-Selle Italia \| + 0 s \| \| \| 4.º \| Norbert Banaszek \| HRE Mazowsze Serce Polski \| + 0 s \| \| \| 5.º \| Māris Bogdanovičs \| Hengxiang Cycling Team \| + 0 s \| \| \| 6.º \| Thomas Sexton \| Bolton Equities Black Spoke Pro Cycling \| + 0 s \| \| \| 7.º \| Nicholas Kergozou \| St George Continental Cycling Team \| + 0 s \| \| \| 8.º \| Viktor Potočki \| Ljubljana Gusto Santic \| + 0 s \| \| \| 9.º \| Polychrónis Tzortzákis \| Roojai Online Insurance \| + 0 s \| \| \| 10.º \| Marcin Budziński \| HRE Mazowsze Serce Polski \| + 0 s \| \| |                        |                                         |                 |
| |                        |                                         |                 |
| Fuente: ProCyclingStats |                        |                                         |                 |
| Clasificación de la etapa |                        |                                         |                 |
| Ciclista | Ciclista               | Equipo                                  | Tiempo          |
| 1.º | Jesper Rasch           | À Bloc CT                               | 4 h 29 min 14 s |
| 2.º | Itamar Einhorn         | Israel-Premier Tech                     | + 0 s           |
| 3.º | Nicolas Dalla Valle    | Team Corratec-Selle Italia              | + 0 s           |
| 4.º | Norbert Banaszek       | HRE Mazowsze Serce Polski               | + 0 s           |
| 5.º | Māris Bogdanovičs      | Hengxiang Cycling Team                  | + 0 s           |
| 6.º | Thomas Sexton          | Bolton Equities Black Spoke Pro Cycling | + 0 s           |
| 7.º | Nicholas Kergozou      | St George Continental Cycling Team      | + 0 s           |
| 8.º | Viktor Potočki         | Ljubljana Gusto Santic                  | + 0 s           |
| 9.º | Polychrónis Tzortzákis | Roojai Online Insurance                 | + 0 s           |
| 10.º | Marcin Budziński       | HRE Mazowsze Serce Polski               | + 0 s           |

## Clasificaciones finales
- Las clasificaciones finalizaron de la siguiente forma:[2]

### Clasificación general
| \| Clasificación general \| Clasificación general \| Clasificación general \| Clasificación general \| Clasificación general \| \| Ciclista \| Ciclista \| Equipo \| Tiempo \| \| \| --------------------- \| --------------------- \| --------------------------------------- \| --------------------- \| --------------------- \| \| 1.º \| Óscar Sevilla \| Medellín-EPM \| 18 h 02 min 59 s \| \| \| 2.º \| Sebastian Berwick \| Israel-Premier Tech \| + 1 s \| \| \| 3.º \| James Piccoli \| China Glory Continental Cycling Team \| + 8 s \| \| \| 4.º \| Ben Hermans \| Israel-Premier Tech \| + 13 s \| \| \| 5.º \| Valerio Conti \| Team Corratec-Selle Italia \| + 15 s \| \| \| 6.º \| Julien Trarieux \| China Glory Continental Cycling Team \| + 48 s \| \| \| 7.º \| Cristian Raileanu \| Hengxiang Cycling Team \| + 50 s \| \| \| 8.º \| Josh Burnett \| Bolton Equities Black Spoke Pro Cycling \| + 53 s \| \| \| 9.º \| Mason Hollyman \| Israel-Premier Tech \| + 54 s \| \| \| 10.º \| Lorenzo Quartucci \| Team Corratec-Selle Italia \| + 55 s \| \| |                   |                                         |                  |
| |                   |                                         |                  |
| Fuente: ProCyclingStats |                   |                                         |                  |
| Clasificación general |                   |                                         |                  |
| Ciclista | Ciclista          | Equipo                                  | Tiempo           |
| 1.º | Óscar Sevilla     | Medellín-EPM                            | 18 h 02 min 59 s |
| 2.º | Sebastian Berwick | Israel-Premier Tech                     | + 1 s            |
| 3.º | James Piccoli     | China Glory Continental Cycling Team    | + 8 s            |
| 4.º | Ben Hermans       | Israel-Premier Tech                     | + 13 s           |
| 5.º | Valerio Conti     | Team Corratec-Selle Italia              | + 15 s           |
| 6.º | Julien Trarieux   | China Glory Continental Cycling Team    | + 48 s           |
| 7.º | Cristian Raileanu | Hengxiang Cycling Team                  | + 50 s           |
| 8.º | Josh Burnett      | Bolton Equities Black Spoke Pro Cycling | + 53 s           |
| 9.º | Mason Hollyman    | Israel-Premier Tech                     | + 54 s           |
| 10.º | Lorenzo Quartucci | Team Corratec-Selle Italia              | + 55 s           |

### Clasificación por puntos
| Clasificación por puntos | Clasificación por puntos | Clasificación por puntos                | Clasificación por puntos | Clasificación por puntos |
| Ciclista                 | Ciclista                 | Equipo                                  | Puntos                   |                          |
| ------------------------ | ------------------------ | --------------------------------------- | ------------------------ | ------------------------ |
| 1.º                      | Nicolas Dalla Valle      | Team Corratec-Selle Italia              | 47 pts                   |                          |
| 2.º                      | Julien Trarieux          | China Glory Continental Cycling Team    | 37 pts                   |                          |
| 3.º                      | Sebastian Berwick        | Israel-Premier Tech                     | 35 pts                   |                          |
| 4.º                      | George Jackson           | Bolton Equities Black Spoke Pro Cycling | 34 pts                   |                          |
| 5.º                      | Valerio Conti            | Team Corratec-Selle Italia              | 34 pts                   |                          |
| 6.º                      | Norbert Banaszek         | HRE Mazowsze Serce Polski               | 34 pts                   |                          |
| 7.º                      | Óscar Sevilla            | Medellín-EPM                            | 33 pts                   |                          |
| 8.º                      | Cristian Raileanu        | Hengxiang Cycling Team                  | 26 pts                   |                          |
| 9.º                      | James Piccoli            | China Glory Continental Cycling Team    | 24 pts                   |                          |
| 10.º                     | Lorenzo Quartucci        | Team Corratec-Selle Italia              | 24 pts                   |                          |

### Clasificación de la montaña
| Clasificación de la montaña | Clasificación de la montaña | Clasificación de la montaña          | Clasificación de la montaña | Clasificación de la montaña |
| Ciclista                    | Ciclista                    | Equipo                               | Puntos                      |                             |
| --------------------------- | --------------------------- | ------------------------------------ | --------------------------- | --------------------------- |
| 1.º                         | Michał Pomorski             | HRE Mazowsze Serce Polski            | 19 pts                      |                             |
| 2.º                         | Óscar Sevilla               | Medellín-EPM                         | 18 pts                      |                             |
| 3.º                         | Wilmar Paredes              | Medellín-EPM                         | 17 pts                      |                             |
| 4.º                         | Jelle Johannink             | À Bloc CT                            | 17 pts                      |                             |
| 5.º                         | Adne van Engelen            | Roojai Online Insurance              | 15 pts                      |                             |
| 6.º                         | Sebastian Berwick           | Israel-Premier Tech                  | 14 pts                      |                             |
| 7.º                         | Lucas De Rossi              | China Glory Continental Cycling Team | 13 pts                      |                             |
| 8.º                         | Nils Sinschek               | À Bloc CT                            | 10 pts                      |                             |
| 9.º                         | Davide Baldaccini           | Team Corratec-Selle Italia           | 9 pts                       |                             |
| 10.º                        | Myagmarsuren Baasankhuu     | Mongolia                             | 7 pts                       |                             |

### Clasificación por equipos
| Clasificación por equipos | Clasificación por equipos               | Clasificación por equipos | Clasificación por equipos |
| Equipo                    | Equipo                                  | Tiempo                    |                           |
| ------------------------- | --------------------------------------- | ------------------------- | ------------------------- |
| 1.º                       | Israel-Premier Tech                     | 54 h 10 min 23 s          |                           |
| 2.º                       | China Glory Continental Cycling Team    | + 50 s                    |                           |
| 3.º                       | Team Corratec-Selle Italia              | + 51 s                    |                           |
| 4.º                       | HRE Mazowsze Serce Polski               | + 10 min 52 s             |                           |
| 5.º                       | Bolton Equities Black Spoke Pro Cycling | + 16 min 23 s             |                           |
| 6.º                       | Team Novo Nordisk                       | + 18 min 35 s             |                           |
| 7.º                       | À Bloc CT                               | + 23 min 16 s             |                           |
| 8.º                       | Ljubljana Gusto Santic                  | + 31 min 20 s             |                           |
| 9.º                       | Hengxiang Cycling Team                  | + 33 min 49 s             |                           |
| 10.º                      | Medellín-EPM                            | + 40 min 48 s             |                           |

## Evolución de las clasificaciones
| Etapa                   |                         | Ganador _           | Clasificación general | Puntos              | Montaña         | Equipo _                   |
| ----------------------- | ----------------------- | ------------------- | --------------------- | ------------------- | --------------- | -------------------------- |
| 1.ª etapa               | etapa llana             | George Jackson      | George Jackson        | George Jackson      | Óscar Sevilla   | Team Corratec-Selle Italia |
| 2.ª etapa               | etapa de media montaña  | Sebastian Berwick   | Sebastian Berwick     | Valerio Conti       | Óscar Sevilla   | Israel-Premier Tech        |
| 3.ª etapa               | etapa de montaña        | James Piccoli       | Óscar Sevilla         | Óscar Sevilla       | Wilmar Paredes  | Israel-Premier Tech        |
| 4.ª etapa               | etapa de montaña        | Nicolas Dalla Valle | Óscar Sevilla         | Sebastian Berwick   | Michał Pomorski | Israel-Premier Tech        |
| 5.ª etapa               | etapa escarpada         | Jesper Rasch        | Óscar Sevilla         | Nicolas Dalla Valle | Michał Pomorski | Israel-Premier Tech        |
| Clasificaciones finales | Clasificaciones finales |                     | Óscar Sevilla         | Nicolas Dalla Valle | Michał Pomorski | Israel-Premier Tech        |

## UCI World Ranking
El Tour de Hainan otorgó puntos para el UCI World Ranking para corredores de los equipos en las categorías UCI WorldTeam, UCI ProTeam y Continental. Las siguientes tablas son el baremo de puntuación y los diez corredores que obtuvieron más puntos:
| Posición              | 1.º | 2.º | 3.º | 4.º | 5.º | 6.º | 7.º | 8.º | 9.º | 10.º | 11.º | 12.º | 13.º | 14.º | 15.º | 16.º-30.º | 31.º-40.º |
| Clasificación general | 200 | 150 | 125 | 100 | 85  | 70  | 60  | 50  | 40  | 35   | 30   | 25   | 20   | 15   | 10   | 5         | 3         |
| Por etapa             | 20  | 15  | 10  | 5   | 3   |     |     |     |     |      |      |      |      |      |      |           |           |
| Líder                 | 5   |     |     |     |     |     |     |     |     |      |      |      |      |      |      |           |           |

| Clasificación |                     |                                         |         |       |       |       |
| Posición      | Ciclista            | Equipo                                  | General | Etapa | Líder | Total |
| ------------- | ------------------- | --------------------------------------- | ------- | ----- | ----- | ----- |
| 1.º           | Óscar Sevilla       | Medellín-EPM                            | 200     | 30    | 10    | 240   |
| 2.º           | Sebastian Berwick   | Israel-Premier Tech                     | 150     | 30    | 5     | 185   |
| 3.º           | James Piccoli       | China Glory Continental Cycling Team    | 125     | 20    | -     | 145   |
| 4.º           | Ben Hermans         | Israel-Premier Tech                     | 100     | 13    | -     | 113   |
| 5.º           | Valerio Conti       | Corratec-Selle Italia                   | 85      | 10    | -     | 95    |
| 6.º           | Julien Trarieux     | China Glory Continental Cycling Team    | 70      | 15    | -     | 85    |
| 7.º           | Cristian Raileanu   | Hengxiang Cycling Team                  | 60      | 3     | -     | 63    |
| 8.º           | Josh Burnett        | Bolton Equities Black Spoke Pro Cycling | 50      | -     | -     | 50    |
| 9.º           | Nicolas Dalla Valle | Corratec-Selle Italia                   | 3       | 45    | -     | 48    |
| 10.º          | Mason Hollyman      | Israel-Premier Tech                     | 40      | -     | -     | 40    |